# День рождения (мультфильм)
«День рождения» — советский рисованный мультфильм 1959 года. Экранизация дагестанской сказки, созданная режиссёрами Валентиной и Зинаидой Брумберг.

## Сюжет
В одном дагестанском ауле, наблюдая, как дедушка записал в домовую книгу родившегося барашка, маленький мальчик Мурат с удивлением не нашёл в этой книге себя. Оказывается, повелось с давних времён, что днём рождения человека считается не тот день, когда он рождается бессильным, как барашек, а день, когда он заслужит своё рождение. В соседнем ауле Канатоходцев днём рождения человека считается тот день, когда он пройдёт по канату; в ауле Виноградарей — когда он соберёт свой первый урожай, а в их ауле Джигитов человек родится тогда, когда станет джигитом. И дедушка рассказал внуку легенду…
В горном ауле жили два брата. Старший пас овец, а младший не знал ещё никаких забот. В те времена среди скал обитал злой Аждаха — чудовище, наводившее страх на всё живое. Однажды налетел он ураганом на старшего брата, который выпасал овец, но чабан успел укрыться с отарой в пещере. Разозлился Аждаха на находчивого чабана и завалил гигантским камнем вход, перекрывшим ещё и вытекающую горную речку, которая стала постепенно затапливать пещеру. Узнав от Соловья о беде, случившейся со старшим братом, младший отправился ему на выручку.
С помощью своих друзей — тура, ягнёнка и соловья — ему удалось разыскать и перехитрить чудовище, похитив у него кольцо с драгоценными камнями, в которых заключалась его сила и сердце. С помощью этого кольца младший брат разбил камень, уничтожил Аждаха и освободил старшего брата с отарой из плена. Так маленький мальчик стал настоящим человеком.
Мораль сказки такова: только совершив что-нибудь на благо людей, человек становится Человеком.

## Создатели
| Сценарий                  | Нуратдина Юсупова |
| Режиссёры                 | Валентина и Зинаида Брумберг |
| Художники                 | Лана Азарх, Валентин Лалаянц |
| Композитор                | Сергей Агабабов |
| Оператор                  | Елена Петрова |
| Звукооператор             | Николай Прилуцкий |
| Редактор                  | В. Тулякова |
| Художники-мультипликаторы | Николай Фёдоров, Фаина Епифанова, Мария Мотрук, Галина Золотовская, Елизавета Комова, Вячеслав Котёночкин, Елена Хлудова, Татьяна Фёдорова, Лидия Резцова |
| Художники фонов           | Елена Танненберг, Ирина Троянова, Ирина Кускова |
| Ассистенты режиссёра      | Татьяна Фёдорова, Валентина Турубинер (в титрах В. Турбинер)                                                                                              |
| Роли озвучивали:          | Мурат — Тамара Дмитриева, Аждаха — Лев Свердлин, Тур — Алексей Консовский, Соловей — Галина Новожилова, Лягушка — Юрий Хржановский                        |

## Награды и призы
- 1960 — II Международный Фестиваль короткометражного кино и анимации в Монтевидео (Уругвай), удостоен упоминания.

## Переиздания на DVD
Мультфильм неоднократно выпускался на DVD в сборниках мультфильмов:
- «День Рождения», «Союзмультфильм», дистрибьютор: «Союз».